# 2019年6月

## 6月1日
- 納伊布·布克萊宣誓就任萨尔瓦多总统。[1]
- 利物浦在2019年歐洲冠軍聯賽決賽擊敗热刺。[2]

## 6月3日
- 奥地利憲法法院院長布麗吉特·比爾萊因就任臨時总理。[3]
- 北非蘇丹清晨，軍方所屬的民兵「快速支援部隊」襲擊首都喀土穆國防部前一個主要靜坐抗議營地的民眾，向示威者開槍掃射，結束了蘇丹近半年來和平示威的局面，士兵突破示威者築起的壁壘，燒燬他們的帳篷，並射殺、毆打、強姦示威者。據當地醫師組織統計，鎮壓導致的平民死亡人數達120人，另有約700人受傷[4]。

## 6月4日
- 一名枪手在澳洲北领地达尔文发动大规模枪击事件，造成四人死亡、一人受伤。[5]

## 6月5日
- 2019年丹麥大選進行投票。[6]
- 泰国国会選舉軍政府領袖巴育·占奥差擔任新一屆泰國總理。[7]
- 中国国家主席习近平和俄罗斯总统弗拉基米尔·普京共同签署《中华人民共和国和俄罗斯联邦关于加强当代全球战略稳定的联合声明》。[8]

## 6月6日
- 德國護士尼尔斯·赫格尔被控在兩間醫院殺害85名病人罪名成立，再次被判終身監禁。[9]
- 非洲联盟暫停苏丹的成員國資格，直至該國終止軍政府統治，成立由文人領導的政府為止。[10]

## 6月7日
- 英国首相特蕾莎·梅辞任保守党党魁。[11]
- 2019年國際足協女子世界盃在法國揭幕。[12]
- 美国总统唐納·川普在推特表示美国与墨西哥達成协议，原定于6月10日对墨西哥实施的新增关税将被无限期停止。[13]

## 6月9日
- 2019年哈萨克斯坦总统选举進行投票。[14]
- 約300名疑似博科圣地武裝分子襲擊喀麦隆在乍得湖上的一個島，造成16名喀麦隆士兵、8名平民和64名武裝分子喪生。[15]
- 蘇丹示威主要團體「蘇丹專業人員協會」（Sudanese Professionals Association, SPA）發起「公民不服從」運動，以回應蘇丹軍方1日對示威民眾的血腥鎮壓，並要求軍政府移交權力給公民的過渡單位。首都國際機場因許多機師、機場員工都響應參加罷工而成空城。當日鎮壓死亡人數累計增至118人[16]。
- 香港民間人權陣線發起的反修訂《逃犯條例》遊行，大會公布有103萬人參與，創下香港回歸以來遊行人數最高的記錄。

## 6月10日
- 马里中部莫普提区的Sobane-Kou村遭到不明武装人员袭击，造成至少95人死亡。[17]

## 6月13日
- 两艘油轮在阿曼灣遇袭，美国国务卿邁克·蓬佩奧表示伊朗對事件负有责任。[18]
- 多伦多猛龙在2019年NBA總決賽第6場比賽以114:110擊敗金州勇士，以總場數4:2奪得隊史上首個NBA總冠軍。[19]

## 6月15日
- 马来西亚首相马哈迪·莫哈末对英国展开为期3天的工作访问[20]。

## 6月16日
- 马来西亚首相马哈迪·莫哈末在剑桥学生会发表题为《大马和东南亚民主》的演讲[20]。
- 香港民間人權陣線發起的反修訂《逃犯條例》第四次遊行，大會公布有接近200萬人參與，超越1989年聲援北京絕食抗議學生的全球華人大遊行，創下香港史上遊行人數最高的記錄。[21]
- 乌拉圭全國、阿根廷大部分地區、巴拉圭部分地區出現停電，造成4800萬人無電力供應。[22]

## 6月17日
- 三名世界貿易組織（WTO）法官組成的一個小組表示，中國當局已暫停就其市場經濟地位，在WTO展開訴訟程序；這意味中方必須繼續接受歐盟和美國對其廉價商品徵收的「反傾銷」關稅[23]。
- 中国四川省宜宾市长宁县发生M6.0级地震，造成多人死伤。[24]

## 6月18日
- 日本山形縣近海發生Mj 6.7級地震並發布海嘯注意警報。[25]

## 6月20日
- 中华人民共和国外交部證實，塔利班首席談判代表巴拉達爾（Mullah Abdul Ghani Baradar）近日率團訪問北京，與中方官員進行會談，討論阿富汗和平和解進程、打擊恐怖主義等議題[26]。
- 老挝向世界動物衛生組織（OIE）通報發生非洲豬瘟案例，是亞洲地區繼中國大陸、蒙古、越南、柬埔寨及北韓後第6個發生非洲豬瘟疫情的國家，顯示非洲豬瘟疫情仍嚴峻。據報疫情發生在該國南部Saravane省的豬場，案例場共7場，計有973頭發病死亡[27]。
- 桃園市空服員職業工會與長榮航空進行勞資協商，70分鐘後宣布協商破局，桃園市空服員職業工會於16時正式開始罷工，造成22個航班受到影響。[28]
- 伊朗擊落一架美軍RQ-4全球鷹偵察機。[29]

## 6月21日
- 2019年非洲國家盃在埃及揭幕。[30]

## 6月22日
- 毛里塔尼亚舉行總統選舉。[31]
- 埃塞俄比亚發生流產政變，軍隊總參謀長和阿姆哈拉州州長被殺。[32]

## 6月23日
- 土耳其共和人民黨候選人埃克雷姆·伊馬姆奥盧在伊斯坦布尔市長重選中勝出。[33]
- 捷克首都布拉格爆發大規模反政府示威，據大會稱多達25萬人參與集會，示威者在萊特納公園（Letna Park）要求涉貪、利益衝突和干預司法的總理巴比什（Andrej Babis）下台。這是當地自1989年共產政權倒台以來最大規模的示威活動[34][35]。

## 6月24日
- 印度尼西亚班达海发生7.7级地震。[36]
- 国际奥林匹克委员会宣布2026年冬季奥林匹克运动会将在意大利的米蘭-科爾蒂納丹佩佐举行。[37]

## 6月25日
- 柬埔寨西南部施亞努市（Sihanoukville）在22日凌晨4點發生施工中大樓倒塌意外，在內睡覺的約60多名工人遭到活埋，截至25日清晨，累計造成28死、24傷，柬埔寨首相洪森決定將成立特别委員會，全面審查當地中資的建築工程質量[38]。

## 6月26日
- 美國國會參議院以84票比8票壓倒性通過一法案，內容包括緊急撥款46億美元，用以緩解美墨邊境出現的人道主義危機，且明確限制這筆資金不得用於邊境修牆等，而美國海關及邊境保衞局（CBP）署理局長桑德斯（John Sanders）於25日宣布辭職[39]。

## 6月27日
- 突尼斯首都突尼斯市發生接連兩宗炸彈襲擊，內政部指第一宗在市中心戴高樂街警崗發生，一名警員喪生，最少有另一警員和3名市民受傷，不久即發生第二宗，在卡爾贊尼區的警局發生自殺式炸彈襲擊，最少4人受傷[40]。

## 6月28日
- 2019年二十國集團大阪峰會在日本大阪舉行。[41]

## 6月30日
- 一架私人飛機在美國德克萨斯州墜毀，機上10人全數罹難。[42]